# دومینیک ریس
دومینیک ریس (انگلیسی: Dominick Reyes؛ زادهٔ ۲۶ دسامبر ۱۹۸۹) ورزشکار هنرهای رزمی ترکیبی اهل ایالات متحده آمریکا است.
او در حال حاضر در بخش نیمه‌سنگین‌وزن مسابقات قهرمانی مبارزه نهایی (سازمان یواف‌سی) رقابت می‌کند. در تاریخ ۱۵ آوریل ۲۰۲۵، او در رتبه هشتم رده‌بندی نیمه‌سنگین‌وزن یواف‌سی قرار دارد.
قبل از شروع حرفه هنرهای رزمی ترکیبی، او در استونی بروک فوتبال دانشگاهی بازی می‌کرد.